# シャシャミン
シャシャミン（本名：佐波圭一、1971年1月21日  - ）は、日本のイラストレーター・キャラクターデザイナー。神奈川県川崎市出身。別名：サザ波先生、K-1、オモロマン等。血液型B型。有限会社ODDJOB所属。　

## 来歴
1994年、ラップグループ・スチャダラパーのアルバム「スチャダラ外伝」のジャケットイラストでデビュー。
ヒップホップグループ・クラン、「リトル・バード・ネイション」（通称・LB）に参加、「サザ波先生」名義でユーモラスな漫画やイラストを提供。
2006年、エッセイ本「おしゃべりデリ坊、東京ド真ん中配達中」を上梓。同年からアニメーション制作を始める。以降、数多くのミュージックビデオ、テレビ番組、CMのアニメーション、キャラクターデザイン等を手掛けている。
2008年、エッセイ本「おしゃべりデリ坊、東京ド真ん中配達中」が「デリパンダ〜おしゃべりデリ坊、東京ド真ん中配達中〜」（演出/大根仁、出演/バナナマン、おぎやはぎ、荒川良々）としてテレビ東京の広報番組「Eネ!」枠内でドラマ放映（2008年7月-9月）。 
2010年、自身初の個展 SHASHAMIN Exhibition「HOTEL GALAXY」（@チャオパニック原宿店）を開催。翌年、アムステルダムのgallery「ikoi」にて延長開催。

## その他
- ビッグコミックスピリッツで連載していた「サルでも描けるまんが教室」（著/相原コージ、竹熊健太郎）内の「勝ち抜き４コマバ トル」にたった一度入選して、マンガ家になることを決意した。また、その時の賞品である「ちんぽろすぴょ〜んTシャツ」を着て、映像作家のタケイグッドマンらと「The Cartoons」（ザ・カートゥーンズ）のオモロマンとしてラップ（主にコント）をしていた。
- ラップグループ・スチャダラパーのDJ・SHINCOとは、高校の同級生。なお、「シャシャミン」名はSHINCOの母親が命名。
- ポップロックバンド・ホフディランのメジャーデビュー以前に「ホフディラン&ヒマラヤパンチ」でヒマラヤパンチのブルーマウンテンとしてコーラスをしていた。
- 近所に藤子不二雄が住んでいたため[要出典]、両人に深く傾倒。漫画家・UJTと「まんが道」へのオマージュ作品「マンガBOYEEE」を共著（マン画トロニクス・刊）。

## 作品

### CDジャケットデザイン
- スチャダラパー 『スチャダラ外伝』、『クライング・ドゥービーマン』
- かせきさいだぁ≡ 『ウインド・ブレイカー』、『ポップアート』
- ワタナベイビー 『エブリモーニング』
- アナログフィッシュ 『ROCK IS HARMONY』
- AFRA & INCREDIBLE BEATBOX BAND 『I.B.B.』、『SPRING BOUNCE』、『WORLD CLASS』
- TEMPURA KIDZ カバーミニアルバム『みんなのだんすうた』

### ミュージック・ビデオ
- AFRA & INCREDIBLE BEATBOX BAND 『MOUTH MUSIC』、『Seven Nation Army』  監督・イラスト
- 木村カエラ 『Samantha』 監督・イラスト
- ORANGE RANGE 『ヤーヤーヤー』監督・アニメーション
- BIM

### CF
- メルシャン 『Uchi! Gochi!』　アニメーション
- スバル 『ルクラ』   キャラクターデザイン
- フマキラー 『虫よけバリア』  キャラクターデザイン
- エバラ 『蒸し鍋のたれ』  キャラクターデザイン
- マウントレーニア 『DOUBLE』  イラストレーション
- 利府ハウジングギャラリー　キャラクターデザイン

### みんなのうた
- ◆は5分間1曲枠の楽曲。
- 1.王さまのたからもの / サクラメリーメン（2009年2月・3月放送）
- 2.まゆげダンス / チャラン・ポ・ランタン（2016年12月・2017年1月放送）
- 3.こうもりバットはグッドな紳士 / 水樹奈々（2009年10月・11月放送）

### その他テレビ番組
- おかあさんといっしょ - 『キッチンオーケストラ』『ぐいーん・ぱっ!』アニメーション（NHK Eテレ）
- 『クッキンアイドル アイ!マイ!まいん!』 - 衣装デザイン（NHK Eテレ）
- 『数学♥女子学園』 - キャラクターデザイン（日本テレビ）
- 『スフィアクラブ』 - イラスト・アニメーション（日本テレビ）
- スッキリ!! - 『ひみつのアッコちゃん』イラストレーション（日本テレビ）
- 『クイズ☆タレント名鑑』 - イラスト・アニメーション（TBS）
- 『テベ・コンヒーロ 』 - イラスト（TBS）
- 『ガレッジ×ビレッジ』 - アニメーション（テレビ東京）
- 『デリパンダ〜おしゃべりデリ坊、東京ド真ん中配達中〜』 - OP・原案 （テレビ東京）
- 『SPACE SHOWER MUSIC UPDATE』 - キャラデザイン（スペースシャワーTV）
- 『スペシャ青空大学校』 - イラスト・アニメーション（スペースシャワーTV）
- Beポンキッキ - 『わたしのガーデン』 イラスト・アニメーション　（BSフジ）
- 『ゴー!ゴー!キッチン戦隊クックルン』 - キャラクターデザイン（NHK Eテレ）
- 『プレキソ英語』内アニメ - 『The Sushitown ～あるスシのくらし〜』 （NHK Eテレ）
- 『ヤンヤンJUMP』 - オープニングムービー（テレビ東京）
- 『バナナ塾』 - ロゴ、キャラクター（東海テレビ）
- 『スター(秘)プロフィール細かすぎる大図鑑SP ブラマヨの出張トーク』アニメーション（TBS）
- 『さんまの芸能界ワイドショー家族No.1決定戦』（ABC・テレビ朝日系）
- 『ダン!ダン!ダンス!〜TEMPURA KIDZとおどっちゃお〜』 - キャラクターデザイン（NHK Eテレ）
- 『PRIVATE XMAS PARTY with きゃりーぱみゅぱみゅ』 - キャラクターデザイン（SPACE SHOWER TV）
- 『おしえて アベマくん』 - イラストレーション（AbemaTV）
- 『クイズ☆スター名鑑』 - キャラクターデザイン（TBS）
- スッキリ - 『がんばれ!長州くん』キャラクターデザイン（日本テレビ）

### キャラクターデザイン
- ANA - 「ANADAさん」
- 日本フットサルリーグ_F.LEAGUE
- WIZ Entertainment - 「WIZくん」
- CASH CA | カシュカ - 「CASH CA BOY」
- タテアニメ『えのしまんず』
- きゃりーぱみゅぱみゅ『ピカピカふぁんたじんツアー きゃりーぱみゅぱみゅの雲の上のHEAVEN'S DOOR』
- smash.内アニメ『暗黒家族 ワラビさん』

### WEBデザイン
- アウトドア・カンパニー - 『リトル・トリー』

### 漫画
- TSUTAYA「V.A.」 - 『ブンチカ３人組』
- コミックヨシモト  - 『Dr.アホーの診療所』

### 書籍
- 『おしゃべりデリ坊、東京ド真ん中配達中』 2006年10月10日（出版：モンキィボンド 発売：新宿書房）
- 『マンガBOYEEE』2005年12月25日（出版：マン画トロニクス　シャシャミン&ユージェイティ名義）